# Palfuria harpago
Palfuria harpago là một loài nhện trong họ Zodariidae.
Loài này thuộc chi Palfuria. Palfuria harpago được Szüts & Rudy Jocqué miêu tả năm 2001.